# Hirschbach, Amberg-Sulzbach
Hirschbach là một đô thị ở huyện Amberg-Sulzbach bang Bayern nước Đức. Đô thị Hirschbach, Amberg-Sulzbach có diện tích 26,76 km², dân số thời điểm ngày 31 tháng 12 năm 2006 là 1314 người.